# It's About Time (Marc Ford)
It's About Time è l'album di esordio come solista del chitarrista e cantante statunitense Marc Ford (dopo l'uscita dal gruppo dei Black Crowes), pubblicato nel 2002.

## Il disco
It's About Time ha ricevuto molti apprezzamenti da parte della critica. L'album include due brani registrati insieme a Ben Harper, artista con cui Ford ha collaborato a più riprese, e la partecipazione di numerosi altri musicisti, inclusi Gary Louris (Jayhawks), Warren Haynes, Allen Woody, Matt Abts (Gov't Mule) e Craig Ross (Lenny Kravitz).

## Tracce
1. Hell Or Highwater – 4:30
2. Long Way Down – 3:09
3. A Change Of Mind – 4:39
4. When You Go – 3:32
5. Giving – 3:51
6. Idle Time – 4:25
7. Two Mules and a Rainbow – 4:23
8. Cry, Moan and Wail – 4:23
9. Shining Again – 4:40
10. Elijah – 3:09
11. Wake Up and Walk Away – 4:27
12. Feels Like Doin' Time – 3:51
13. California – 3:28
14. Darlin' I've Been Dreamin' – 2:30
15. Just Let It Go – 9:08

## Formazione
- Jimmy Ashhurst – basso
- Paul Bogan – chitarra
- Marc Ford – chitarra, voce, basso, percussioni
- Warren Haynes – chitarra
- Ethan Johns – percussioni
- Christopher Joyner – tastiere
- Matt Laug – percussioni
- Michael Lord – organo Hammond
- Gary Louris – chitarra, voce
- Charlie Quintana – batteria
- Greg Sowders – batteria
- Chris Stills – voce
- Mike Stinson – batteria
- C.C. White – voce
- Allen Woody – basso